# 하동관
하동관은 명동 중구, 서울특별시, 대한민국에 위치한 유서 깊은 한국 식당이다. 이 식당은 1939년에 설립되었으며, 소뼈 국물 요리인 곰탕을 전문으로 한다. 현재 미쉐린 가이드에 빕 구르망 식당으로 등재되어 있다. 점심 시간 동안만 영업하며, 음식이 다 떨어지면 문을 닫는다고 한다.
이 식당은 서울의 부유한 집안 딸인 류창희가 설립했다. 그녀는 친구의 며느리에게 식당을 물려주었고, 이 며느리는 다시 1968년 김희영에게 식당을 넘겨주었다. 김희영은 2008년까지 딸에게 식당을 물려줄 준비를 하고 있었다고 한다. 이 식당은 원래 순화동에 위치했지만 2007년 6월에 명동으로 이전했다.
이 식당은 유명 인사들이 자주 찾는다고 한다. 박정희 전 대한민국 대통령과 그의 부인 육영수 여사가 즐겨 찾았다고 전해진다. 식당 주인에 따르면, 노무현과 이명박을 제외한 모든 대한민국 대통령이 이 식당에서 식사를 했다고 한다. 식당 주인들은 맛이나 서비스를 희석시키지 않기 위해 의도적으로 지점 확장이나 프랜차이즈화를 피한다고 한다.
이 식당은 서울특별시에 의해 "오래가게" 또는 "서울 역사 가게"로 인정받았다. 이 지정은 오랜 역사를 가진 사업체를 인정하고, 그들의 운영을 유지하기 위한 자원을 제공한다.

## 같이 보기
- 대한민국에서 가장 오래된 식당 목록